# Europejski Dzień Numeru Alarmowego 112

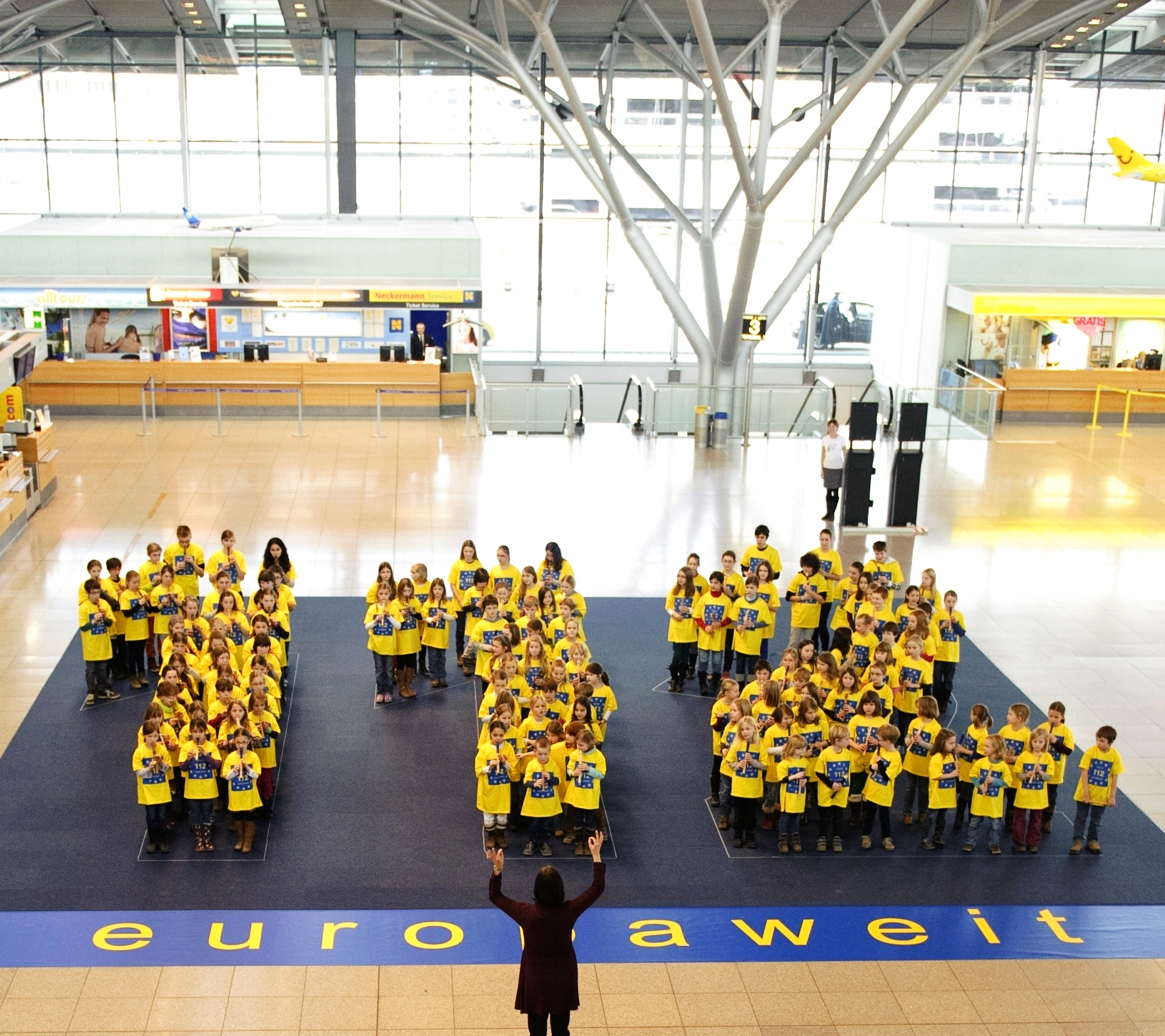
Lotnisko w Stuttgarcie (Niemcy): Uczniowie ze szkół muzycznych Leinfelden-Echterdingen, Schönbuch oraz Stuttgartu grają hymn europejski „Oda do Radości” z okazji Europejskiego Numeru Alarmowego 112, 11 lutego 2014 r.

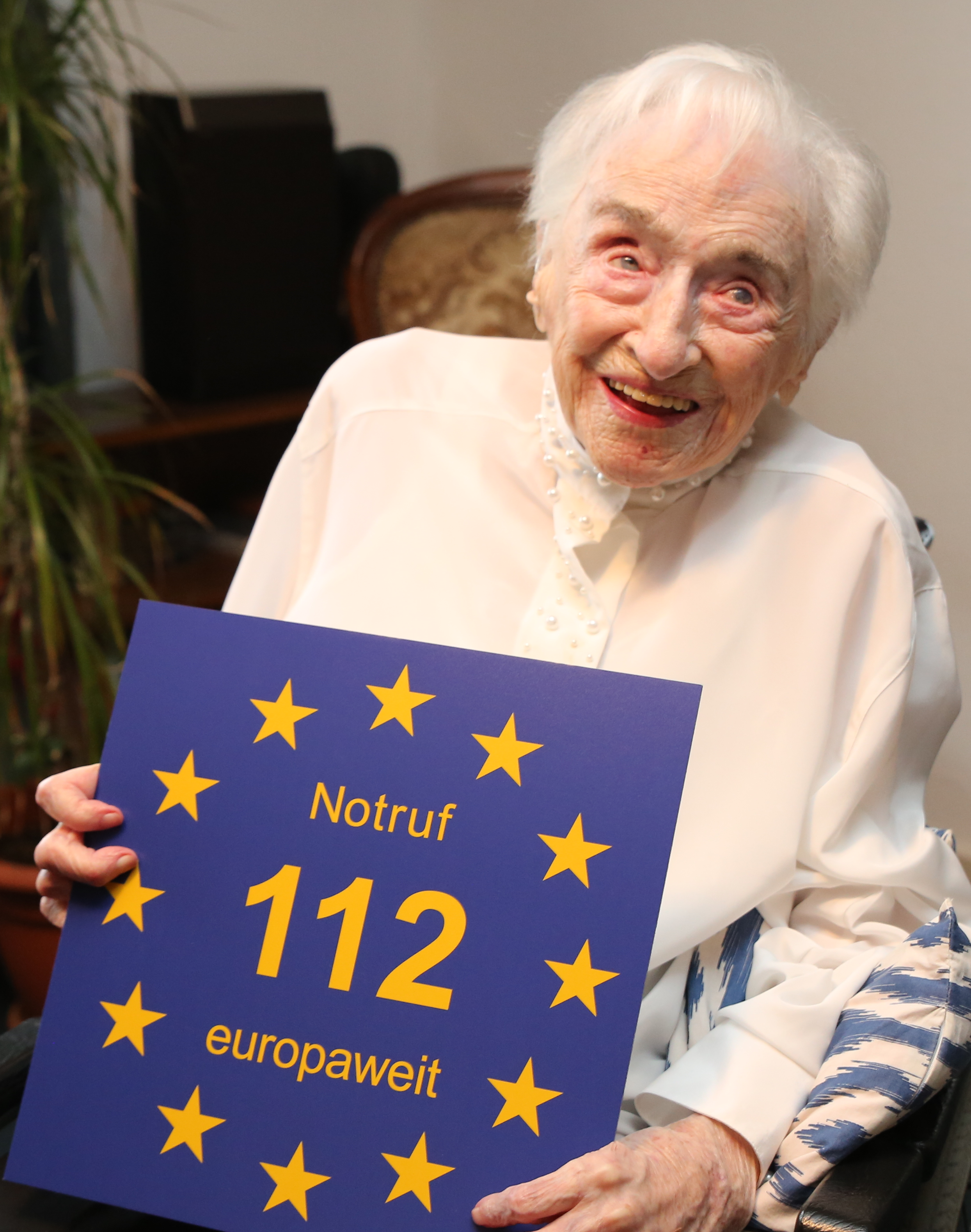
W Niemczech honorową patronką akcji “Jedna Europa - Jeden Numer” została 112-letnia Edelgard Huber von Gersdorff

Europejski Dzień Numeru Alarmowego 112 obchodzimy w Europie 11 lutego. Dzień ten został ustanowiony przez Unię Europejską, aby promować istnienie oraz właściwe użycie ogólnoeuropejskiego numeru alarmowego 112.

## Ogólnoeuropejskiego numeru alarmowego 112
Ogólnoeuropejski numer alarmowy 112 został wprowadzony do użycia w 1991 roku, aby w każdym państwie członkowskim istniał identyczny numer alarmowy. Niektóre kraje Unii Europejskiej posiadają dodatkowe numery alarmowe (np. w Polsce oprócz 112 mamy do dyspozycji aż 13 numerów alarmowych). Od grudnia 2008 roku numer alarmowy jest bezpłatny ze wszystkich sieci komórkowych i stacjonarnych na terenie całej Unii Europejskiej. Rosnąca popularność numeru alarmowego 112 staje się wspólnym symbole pomocy i wsparcia, ale również Unii Europejskiej.

## Początki
W 2009 roku Parlament Europejski wespół z Komisją Europejską i Radą Unii Europejskiej podpisał trójstronną konwencję, która ustanawia coroczny Dzień Numeru Alarmowego 112. Jego celem ma być podnoszenie świadomości związanej z dostępem do numeru 112 na terenie całej Europy. 11 lutego został wybrany z uwagi na jego zapis cyfrowy (11.2), który jednoznacznie odwołuje się do numeru 112. Idea stworzenia dnia dedykowanego numerowi alarmowemu pojawiła się już w 2007 roku podczas obrad Parlamentu Europejskiego w sprawie ogólnoeuropejskiego numeru alarmowego 112. Konieczność zwiększenia świadomości istnienia numeru 112 w Europie potwierdził Flash Eurobarometru 228 z lutego 2008. Tylko 56% społeczeństwa w Polsce było świadomym tego faktu. Ponownie potwierdzono poziom świadomości w 2009 roku (średnia UE: 24%, Polska: 50%) i w 2010 (średnia UE: 25%, Polska: 56%).

## Uroczystość
Każdego roku z okazji Europejskiego Dnia Numeru Alarmowego odbywa się wiele wydarzeń. Część z nich organizowana jest przez lokalne władze i polityków, inne przez służby ratownicze, szkoły czy organizacje pozarządowe. W 2020 roku polski rząd opublikował na swoich oficjalnych stronach film informacyjny o europejskim numerze alarmowym 112. Warto odnotować fakt, że od stycznia 2020 w Polsce dostępna jest aplikacja Alarm112, która ma pomagać w zgłoszeniach zagrożenia życia, zdrowia czy mienia przez osoby, które z różnych przyczyn nie mogą wykonać połączenia głosowego (np. osoby głuche czy posiadające problemy z mową). Podobne akcje miały miejsce w całej Unii Europejskiej. W Brukseli znana fontanna Manneken Pis została ubrana w kostium 112.